# María Martínez de Alegría
María Martínez de Alegría (Vitoria, 27 de octubre de 1999) es una jugadora vitoriana de baloncesto. 

## Trayectoria
María Martínez de Alegría nació en Vitoria en 1999. Entró en Araskieskola en 2012 con Madelén Urieta como entrenadora en su primer año en el club. El 24 de mayo de 2015, en su último partido de la temporada 2014-2015, en la que jugó en dos equipos, en Ekialde Araski con el cadete y en el Electro Alavesa Araski de Júnior, se lesionó:  ligamento cruzado y dos meniscos rotos. Tras una larga recuperación, el 19 de marzo de 2016 volvió a las canchas en Azpeitia frente a Iraurgi ISB en Liga Femenina 2 con el club Araski AES.
En la temporada 2016-2017 vio cumplido su sueño de jugar en Liga Femenina con su club Araski AES. Debutó con 17 años en Liga Femenina el 10 de diciembre de 2016 en el partido frente al Spar Gran Canaria, cuya victoria le sirvió para clasificarse para la Copa de la Reina de 2017. María compaginó la competición en Liga Femenina con sus compañeras de Junior Liga Vasca. Después compitió en Primera Nacional, en Araski AES.

## Clubes

### Jugadora
- 2014-2015 Araski AES en Cadete Femenino.
- 2014-2015 Araski AES en Junior Femenino.
- 2015-2016 Araski AES en Junior Liga Vasca.
- 2016-2017 Araski AES en Junior Liga Vasca.
- 2016-2017 Araski AES en Liga Femenina.
- 2017-2021 Araski AES en Primera Nacional.

## Palmarés

### Campeonatos nacionales
| Título                          | Club       | País   | Año  |
| ------------------------------- | ---------- | ------ | ---- |
| Semifinalistas Copa de la Reina | Araski AES | España | 2017 |
| Semifinalistas Liga Femenina 1  | Araski AES | España | 2017 |